# 骨性胸郭
骨性胸郭（こつせいきょうかく、英: rib cage）とは、ほとんどの脊椎動物の胸郭にある内骨格で、肋骨、脊椎、胸骨からなり、心臓、肺、大血管などの胸腔内の重要な臓器を保護し、肩帯を支えて軸骨格の中心部分を形成している。
典型的なヒトの骨性胸郭は、12対の肋骨とそれに隣接する肋軟骨、胸骨（胸骨柄、剣状突起と共に）、肋骨と関節をなす12個の胸椎からなる。また、骨性胸郭は、頸部、上肢、上腹部および背部の外部の骨格筋の起始または停止であり、その上にある皮膚および関連する筋膜および筋肉とともに胸壁を構成する。
四肢動物では、骨性胸郭は呼吸筋（横隔膜、肋間筋など）を内側から支えており、能動的な吸気と強制的な呼気に不可欠であるため、呼吸器系における主要な換気機能を有している。 

## 構造
ヒトの脊椎には33個の椎骨がある。胸郭には第1胸椎から第12胸椎までが関連している。肋骨は、その位置と胸骨との連結に基づいて説明される。すべての肋骨は胸椎の後方に付着しており、1～12の番号が付けられている。胸骨と直接連結する肋骨は真肋と呼ばれ、直接連結しない肋骨は仮肋と呼ばれる。仮肋には、胸骨にまったく付着していない浮肋（第11と12）も含まれる。

### 付着部
真骨と仮肋という用語は、それぞれ胸骨に直接または間接的に付着している肋骨対を表す。"fixed rib"または脊椎胸骨肋骨（vertebrosternal ribs）として知られている最初の7対の肋骨は、それぞれ個別の肋軟骨を介して胸骨に直接接続されているため、真肋（ラテン語: costae verae）である。残りの5対（第8～12番目）は仮肋（ラテン語: costae spuriae）または脊椎軟骨肋骨（vertebrochondral ribs）と呼ばれ、胸骨に直接つながっていない。仮肋の最初の3対の（第8～10肋骨）は、その上の肋骨の肋軟骨を介して間接的に胸骨に連結しており、その関節の全体的な弾力性により、呼吸活動に不可欠な胸郭のバケツハンドル運動が可能となっている。
浮肋（ラテン語: costae fluctuantes）または脊椎肋骨（vertebral rib）という言葉は、最下部にある2つの肋骨（第11肋骨と第12肋骨）のことを指す。それらは、椎骨にのみ付着しており、胸骨や肋軟骨には付着していない。これらの肋骨は比較的小さく繊細で、先端には軟骨がある。
肋骨と肋骨の間の空間は肋間腔と呼ばれ、内肋間筋と肋間神経、肋間動脈および肋間静脈を含む神経血管束がある。骨性胸郭の表層は胸腰筋膜で覆われており、これが頸部、背部、胸筋、腹筋の外側に付着している。

ヒトの骨性胸郭 - CTスキャン（平行投影（左）と透視投影（右）
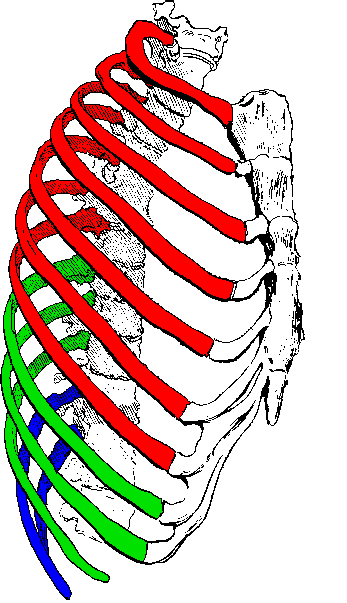
真肋   仮肋  浮肋（仮肋）

### 肋骨
各肋骨は肋骨頭、肋骨頚、肋骨体からなる。すべての肋骨は胸椎の後方に付着している。肋骨の番号は、肋骨が付着している椎骨に合わせて、上から1番目（T1）から12番目（T12）まで付けられている。肋骨頭は、肋骨頭関節のある椎骨に最も近い端の部分である。腎臓のような形をした関節面が特徴で、この関節面は水平の肋骨頭稜によって2つの関節領域に分かれている。上側の領域は上の椎骨の下肋骨窩と関節を形成し、大きい方の領域は同じ番号の椎骨の上肋骨窩と関節を形成する。胸椎の横突起も、横突起肋骨窩において同じ番号の肋骨結節と関節を形成する。肋骨頭稜は肋骨頭の関節内靱帯に付着する。

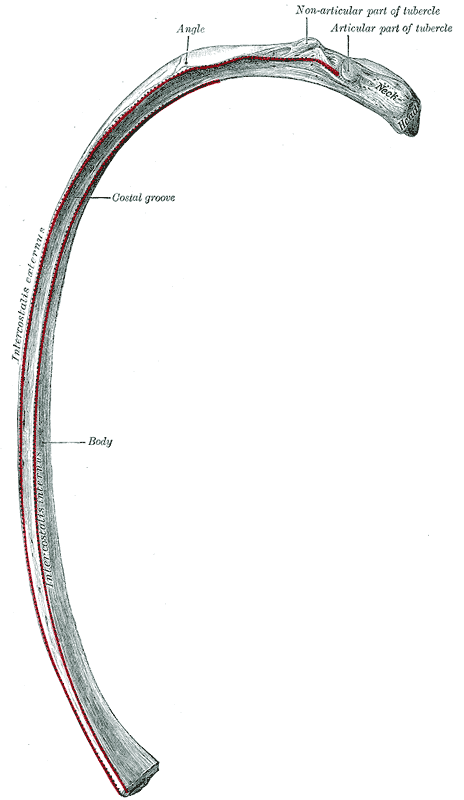
左側中位の肋骨を下側から。赤線内が肋骨溝であり、動静脈、神経が通る。

肋骨頚は、肋骨頭から側方に伸びる平坦な部分である。長さは約3cm。頚部の前面は平らで滑らかであるが、後面には多数の孔があり、靭帯に付着するため表面は粗い。その上縁には肋横突靱帯を付着させるための粗い稜（肋骨頸稜、crista colli costae）があり、下縁は丸みを帯びている。
肋骨頚の後面には、関節部分と非関節部分からなる肋骨結節という隆起がある。関節部分は2つのうち下側でより内側にあり、肋骨頭が連結している2つの椎骨のうち下側の椎骨の横突起の端にある横突起肋骨窩との連結のための小さな楕円形の面を呈している。非関節部分は粗く隆起しており、肋骨結節の靭帯に付着している。肋骨結節は、下側の肋骨よりも上側の肋骨の方がはるかに突出している。
肋骨角とは、肋骨の曲がっている部分と、肋骨結節の少し前にあるこの部分の顕著な線の両方を指すことがある。この線は下側方に向いており、腸肋筋の腱に付着している。この点で、肋骨は2方向に曲がり、同時に長軸方向にねじれる。
肋骨角と肋骨結節の間の距離は、第2肋骨から第10肋骨にかけて徐々に大きくなる。肋骨角と肋骨結節の間は丸く、粗で、不規則であり、広背筋の付着部となっている。

### 骨

#### 各肋骨の特徴と椎骨との関係

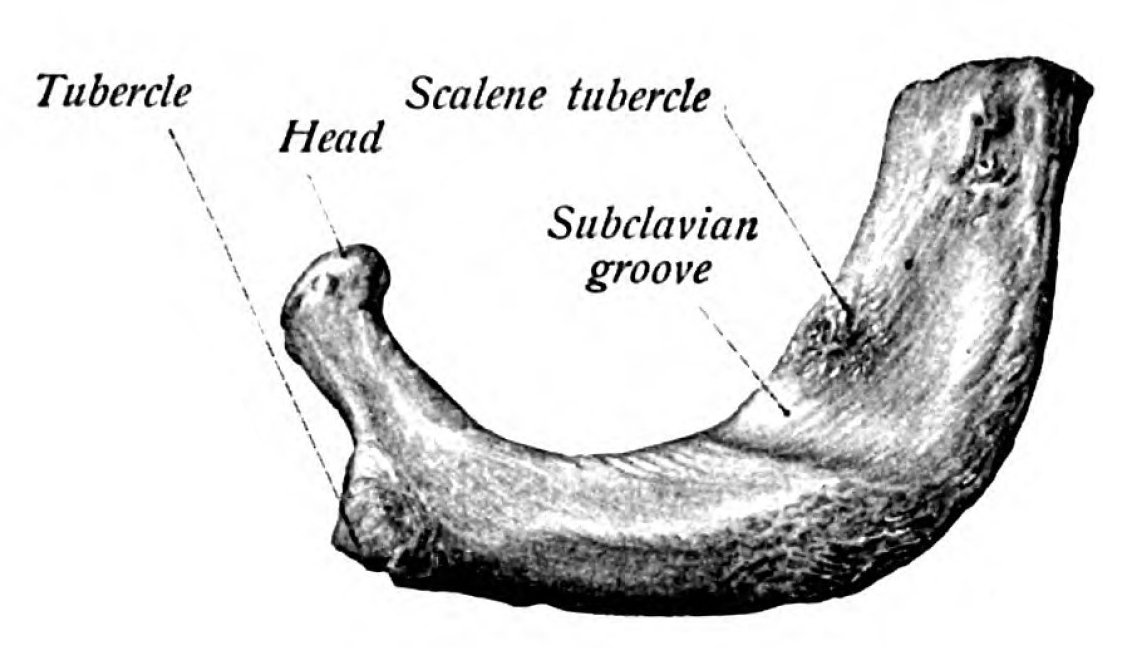
第1肋骨（上方から）
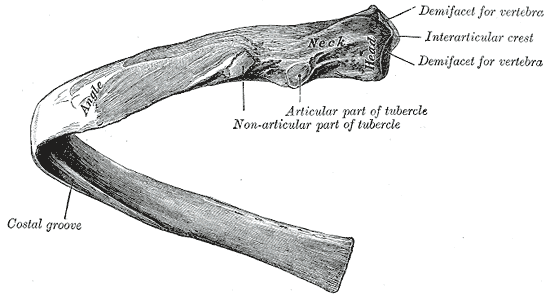
中位肋骨の肋骨溝（Costal gooove）。肋骨下端の溝であり、動脈、静脈、神経を保護する。

第1肋骨（一番上の肋骨）は最も湾曲しており、通常はすべての肋骨の中で最も短い。広くて平らで、上向きと下向きに面があり、境界線が内側と外側にある。
肋骨頭は小さく丸みを帯びており、第1胸椎の椎体と関節を形成するための関節面は1つだけである。肋骨頚は細く丸みを帯びている。肋骨結節は太く突出し、外側縁に位置する。T1の横突起にある横突起肋骨窩と連結するための小窩がある。肋骨角はないが、肋骨結節のところで肋骨はわずかに曲がっており、凸部は上向きで、肋骨頭は下向きになっている。肋骨の上面には2つの浅い溝があり、前斜角筋の付着部である前斜角筋結節へと内側に延びるわずかな隆起によって互いに隔てられている。前側の溝は鎖骨下静脈、後側の溝は鎖骨下動脈と腕神経叢の最下幹が走行する。後ろの溝の後方には、中斜角筋の付着部のための粗面がある。下面は平滑で、肋骨溝はない。外側の縁は凸状で厚く、丸みを帯び、その後方で前鋸筋の第一分枝が付着する。内縁は凹状で薄く鋭く、その中央付近に前斜角筋結節がある。前端は他のどの肋骨よりも大きく厚い。
第2肋骨は、ヒトでは上から2番目、四肢で歩行する動物では前から2番目の肋骨である。ヒトの場合、第2肋骨は前方で肋軟骨の介在により胸骨とつながっているため、真肋と定義される。後方では、第二肋骨は第2胸椎によって脊柱とつながっている。第2肋骨は第1肋骨よりはるかに長いが、湾曲はよく似ている。肋骨結節の非関節部は、時折、痕跡的である。肋骨角は鈍角で、肋骨結節に近い。肋骨体胴の両端はねじれておらず、どの平面に置いても接するが、上方に凸のある湾曲があり、これは第1肋骨に見られるものと似ているが、それより小さい。肋骨体は、第1肋骨のように水平に扁平ではない。中央付近には、前鋸筋の第一分枝の下部と全ての第二分枝の起始部のための粗い隆起があり、その後方と上方に後斜角筋が付着している。平滑な凹面の内側面は下向き、やや内方に向かう。その後方には、肋骨内側面の隆起と下縁との間に短い肋骨溝がある。これが肋間腔において、肋間静脈、肋間動脈、肋間神経を保護する。
第9肋骨は、第1腰椎と同じ高さに前部がある。胃の幽門もこの高さにあるため、このレベルは幽門平面と呼ばれる。
第10肋骨は、第2～9肋骨のように椎骨と椎骨の間にあるのではなく、T10椎骨の椎体に直接付着している。この直接の付着により、第10胸椎は椎体に完全な肋骨窩を持つ。

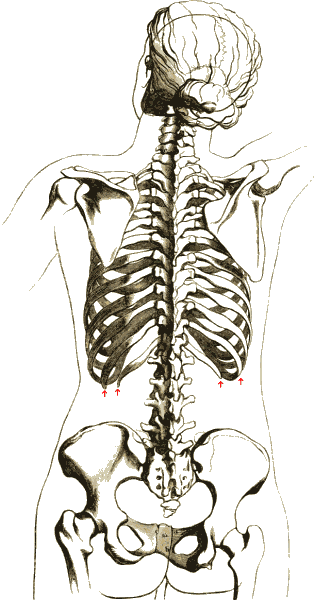
浮肋は下位肋骨の4つである。

浮肋である第11肋骨と第12肋骨は、肋骨頭に1つの関節面を持ち、その大きさはかなり大きい。肋骨頚や肋骨結節はなく、前端は尖っている。第11肋骨にはわずかな肋骨角と浅い肋骨溝があるが、第12肋骨にはない。第12肋骨は第11肋骨よりずっと短く、関節面は1つしかない。

#### 胸骨

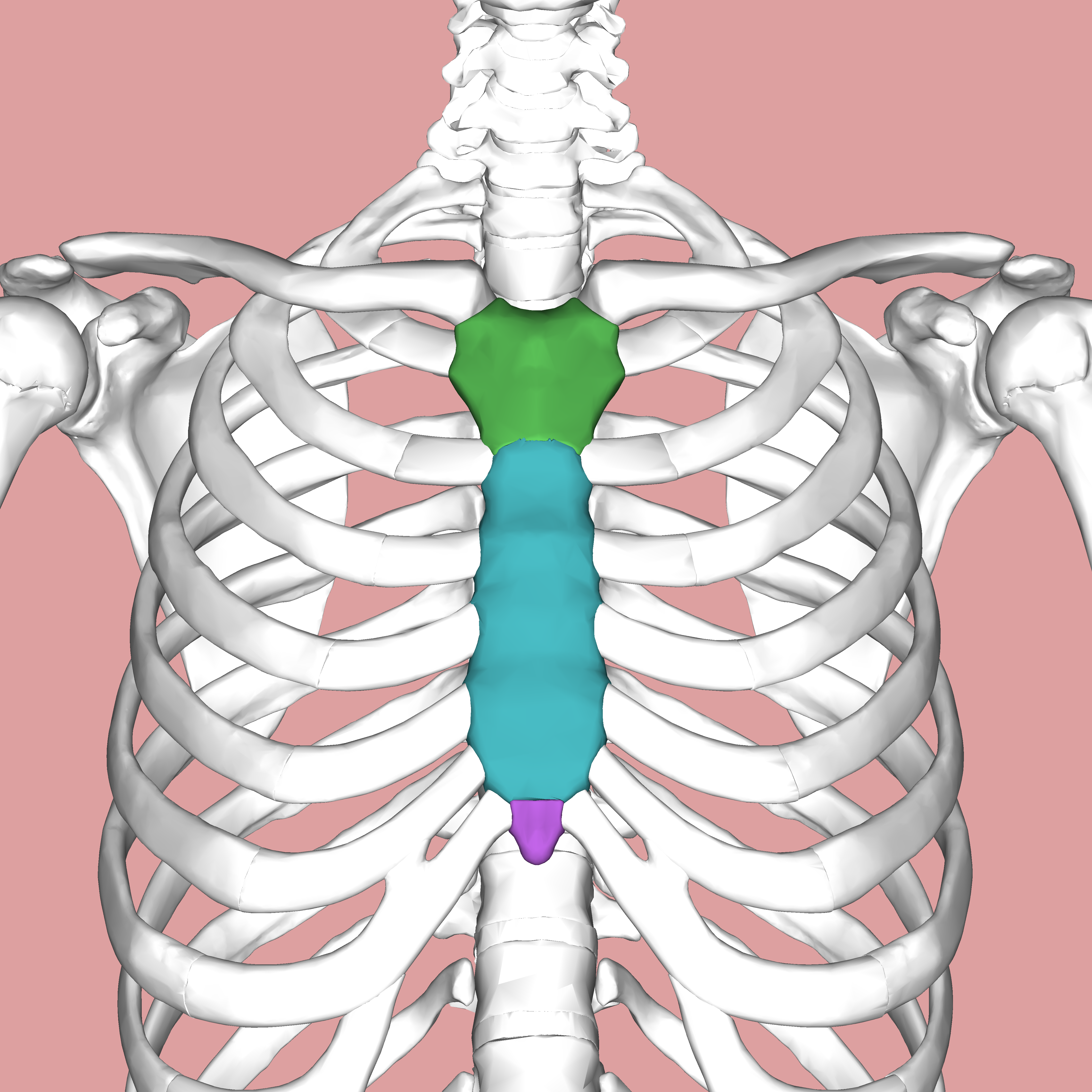
胸骨
胸骨柄
胸骨体
剣状突起

胸骨は、骨性胸郭の前面を形成する長い扁平骨である。上部7本の肋骨（真肋）の軟骨は、胸肋関節で胸骨と結合している。第2肋骨の肋軟骨は、胸骨角で胸骨と結合しているため、位置がわかりやすい。
胸骨柄は、胸骨の上部の骨でほぼ六角形を呈している。胸骨柄の上部には、頚切痕と呼ばれる浅いU字型の切れ込みがある。鎖骨切痕は、頚切痕の両外側にある浅い窪みである。ここは胸骨と鎖骨の間にある胸鎖関節の部位である。第1肋骨もまた、胸骨柄に付着している。
胸横筋は肋間神経の1つに支配され、上方では胸骨下部の後面に付着する。下方の付着部は肋軟骨2～6の内面であり、肋骨を押し下げるように働く。

### 発達
男性の骨性胸郭の拡大は、思春期におけるテストステロンの影響によって引き起こされる。そのため、一般的に男性は肩幅が広く、胸部が拡大し、筋肉に酸素を供給するために多くの空気を吸い込むことができる。

### 変異
肋骨の数には変異がある。約200～500人に1人の割合で頚肋を持ち、女性に多い。胸椎レベルの過剰肋骨は極めてまれである。頚肋は第7頚椎の前結節の分離したものだが、これが腕に向かう神経（腕神経叢）に機械的に干渉する可能性がある。頚肋は爬虫類時代の名残といわれている。

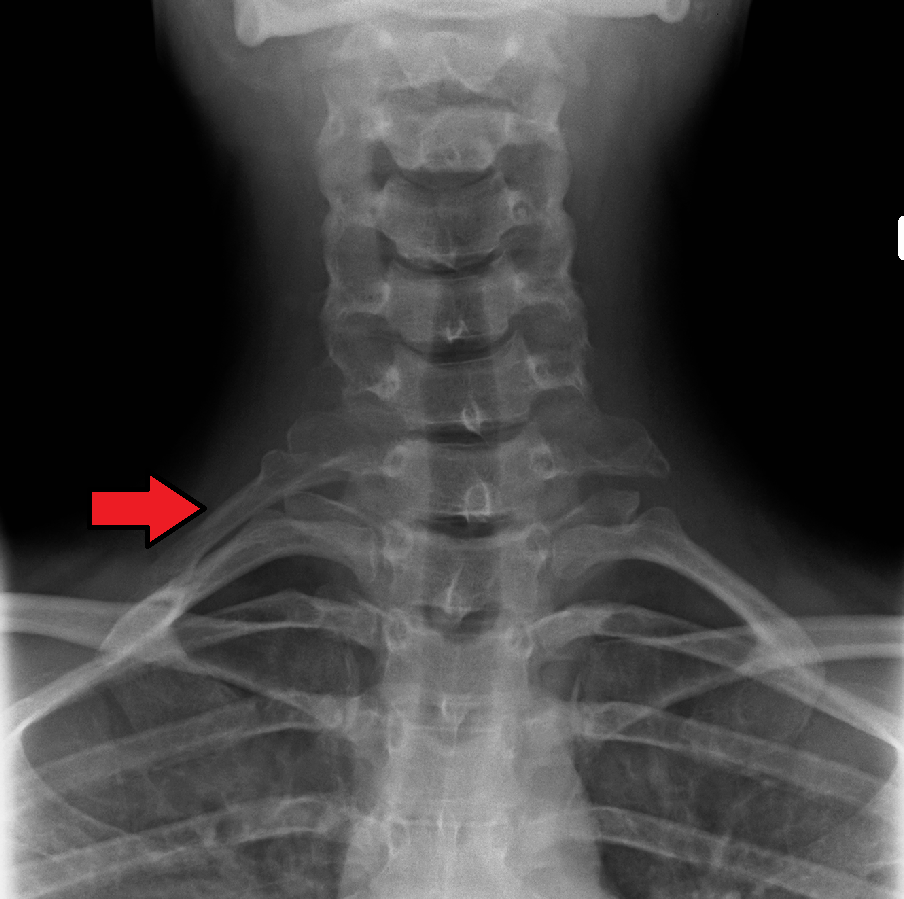
右側の頚肋

日本人などいくつかの民族では、第10肋骨は第7肋骨との軟骨結合を欠くため、浮肋となることがある。

## 機能
骨性胸郭は呼吸器系の構成要素である。胸郭は肺を含む胸腔を囲んでいる。吸気は、胸腔の底にある横隔膜が収縮して平らになり、肋間筋の収縮によって胸郭が持ち上げられて拡張されることで達成される。

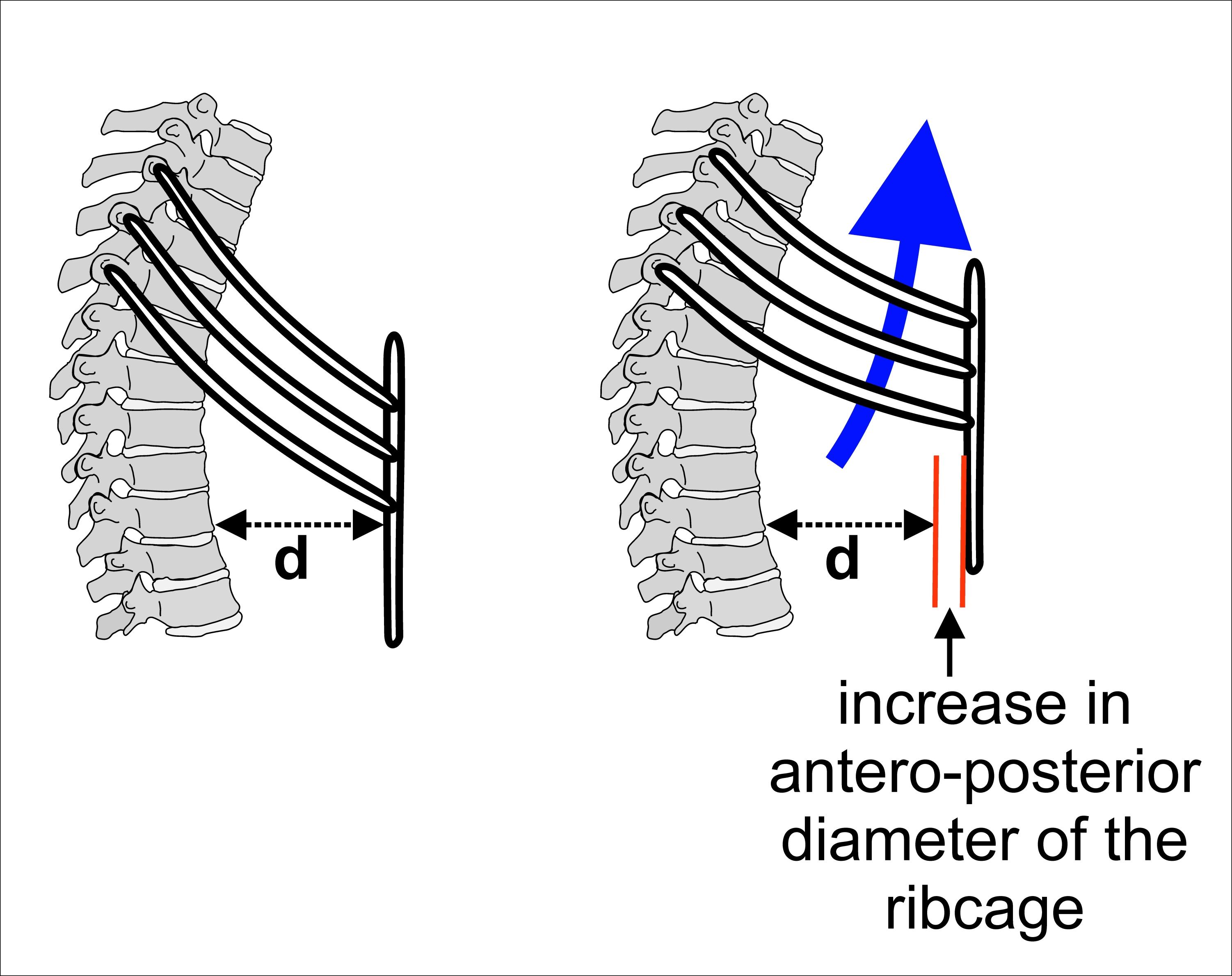
呼吸補助筋の収縮の影響により、胸郭の前面が上方に引き上げられ、「ポンプハンドル運動」として知られる動きとなる（右図）。これにより胸郭の前後径が大きくなり、胸郭容積の拡大に寄与する。肋骨は背部から前部に向かって下方に傾斜しているだけでなく、下部肋骨の場合は正中線から胸部側面に向かって下方に傾斜しているため、「バケツハンドル運動」として知られる同様の効果により、胸郭の横径が増大する（左図）。

呼吸時の胸腔の拡張は、上下、前後、横断面の3つの面でなされる。上下方向には、横隔膜の収縮と、横隔膜の収縮によって腹部内臓に供給される下向きの圧力に対応するための腹筋の弛緩によって拡張する。単にドーム状の横隔膜が扁平になるのではなく、横隔膜自体が下に移動することで、より大きな胸腔拡張が達成される。第二の面は前後面であり、これは「ポンプハンドル」として知られる動きによる。上方の肋骨が下方に傾斜しているのは、これを可能にするためである。外肋間筋が収縮して肋骨を持ち上げると、上部肋骨は胸骨を押し上げて突き出すことができる。この動きによって胸腔の前後径が大きくなり、呼吸の助けとなる。第3の横断面は、主に下側の肋骨（特に第7～10肋骨という説がある）によって拡張され、横隔膜の中央腱が固定点として機能する。横隔膜が収縮すると、肋骨はめくれるように動き、肋椎関節の滑動によってバケツの取っ手のような動きをする。こうして横径が拡大し、肺を空気で満たすことができる。
正常な成人の胸郭の周囲は、吸気時に3～5cm拡大する。

## 臨床的意義
肋骨骨折は胸郭の最も一般的な損傷である。肋骨骨折は、肋骨の真ん中あたりに起こることが多い。隣接する数本の肋骨がそれぞれ2本以上骨折すると、命にかかわるフレイルチェストになることがある。
肋骨の脱臼は痛みを伴うことがあり、単に咳をしただけでなく、外傷や重いものを持ち上げたことなどが原因で起こることもある。 
1つまたは複数の肋軟骨が炎症を起こすことがあり、これは肋軟骨炎として知られる状態である。
胸郭の形態異常には、漏斗胸や鳩胸がある。二分肋骨は、肋骨が胸骨端に向かって二股に分かれたもので、通常、一対の肋骨のうち片方だけが影響を受ける。人口の約1.2％が罹患する先天性異常である。呼吸困難やその他の問題が生じることがあるが、多くの場合、無症状である。
くる病の患者では、第５-７肋骨を中心に、肋骨と軟骨の境界が結節状に隆起する。これはくる病性念珠と呼ばれる。
肋骨切除とは、治療上または美容上の理由から、1本または複数の肋骨を外科的に切除することである。

## 再生
ヒトの肋骨の自己再生能力は、以前から研究されてきた が、数件の症例報告にしか記されていない。この現象は、耳、顎、顔面、頭蓋骨の再建に肋骨の軟骨と骨の両方を使用する頭蓋顔面外科医によって特に高く評価されている。
軟骨膜と骨膜は、それぞれ肋軟骨と骨を取り囲む血管結合組織の線維性鞘である。これらの組織には、再生を促進する前駆細胞の供給源が含まれている。

## 社会と文化
タイトレーシングと呼ばれる、コルセットで肋骨を圧迫して動かす身体改造により、肋骨の位置を変えることができる。
肋骨、特にその胸骨端は、年齢と共に骨化が進行するため、法医病理学において年齢を推定する方法として使用される。

## 聖書
肋骨の数が24本（12対）であることは、1543年にフラマン人の解剖学者ヴェサリウスが解剖学の重要な著作『ファブリカ』の中で指摘したもので、聖書のアダムとエバの物語から、男性の肋骨の数は女性よりも1本少ないと伝統的に想定されていたため、大論争を引き起こした。しかしながら、第13肋骨または「頚肋」はヒトの1％にみられ、男性よりも女性に多い。

## 他の動物

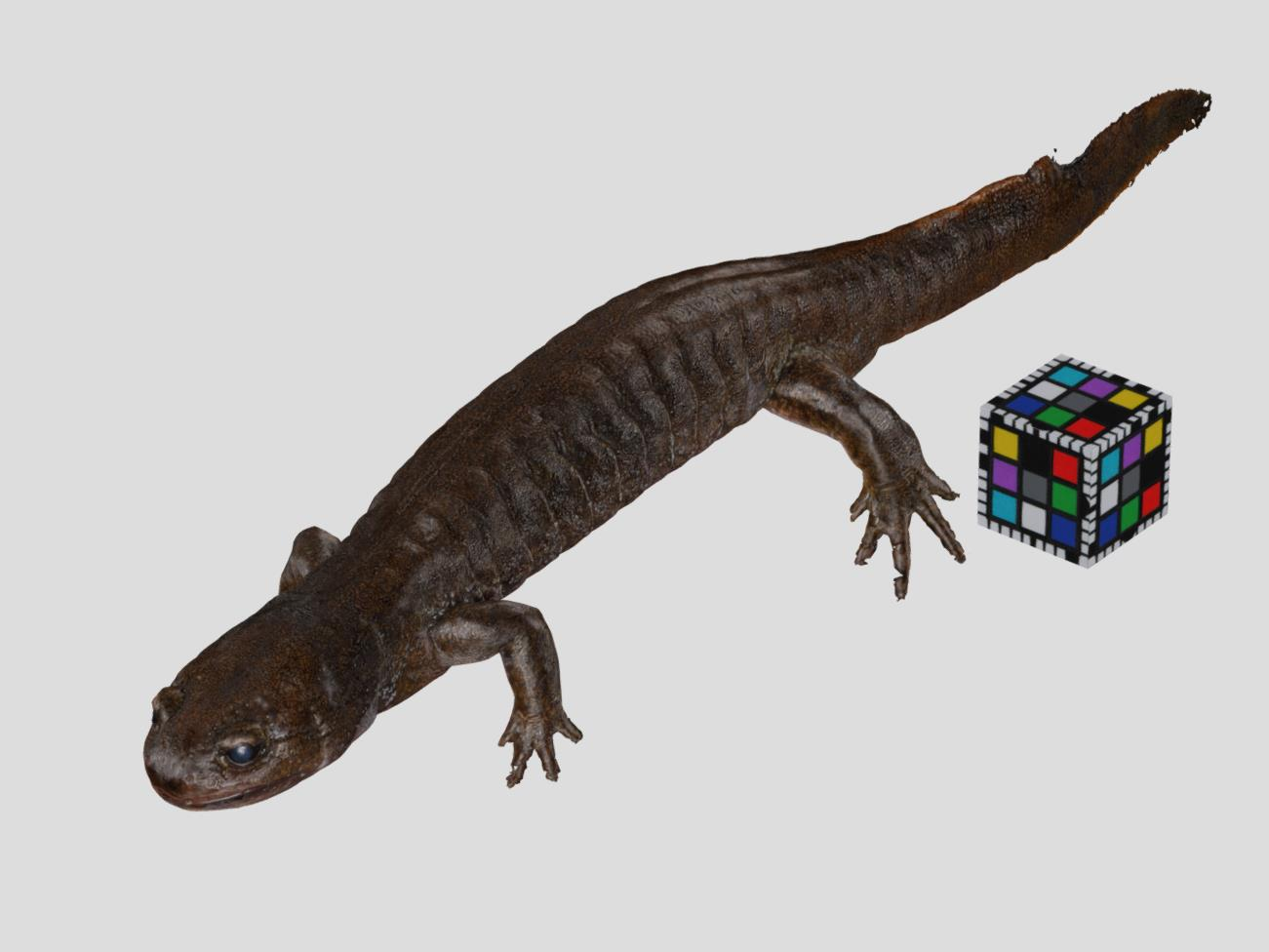
カスミサンショウウオ。身体の長軸に対して直交方向に輪状の皺がある（肋皺）。

爬虫両生類学において、肋骨溝（別名: 肋皺（ろくしゅう）、肋条）とは有尾目の表皮に沿った横方向のくぼみを指す。溝は腋窩から鼡径部にかけてある。それぞれの溝は筋節隔壁（myotomal septum）の上にあり、内側の肋骨の位置を示す。
鳥類と爬虫類は、肋骨に骨性の鉤状突起があり、各肋骨から垂直に尾側に突出している。これらは仙骨の筋肉の付着部となる役割を果たすとともに、より大きな吸気を可能にする助けとなる。クロコダイルは軟骨性の鉤状突起を持つ。

## 画像

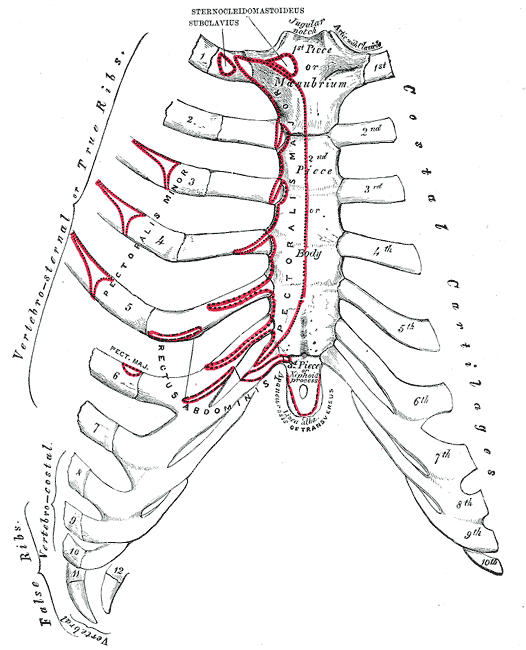
胸骨前面と肋軟骨。グレイ解剖学（1918年）の図譜。
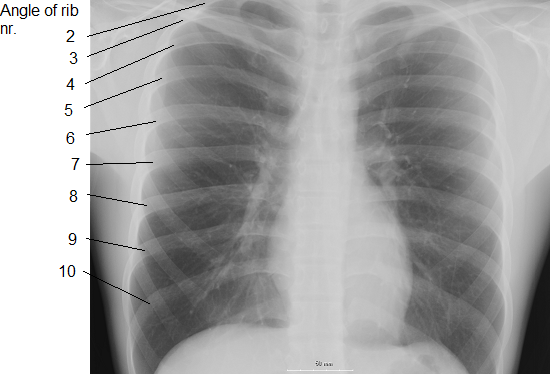
人間の胸部のX線画像。肋骨には番号が附されている。
- 骨性胸郭の3Dモデル
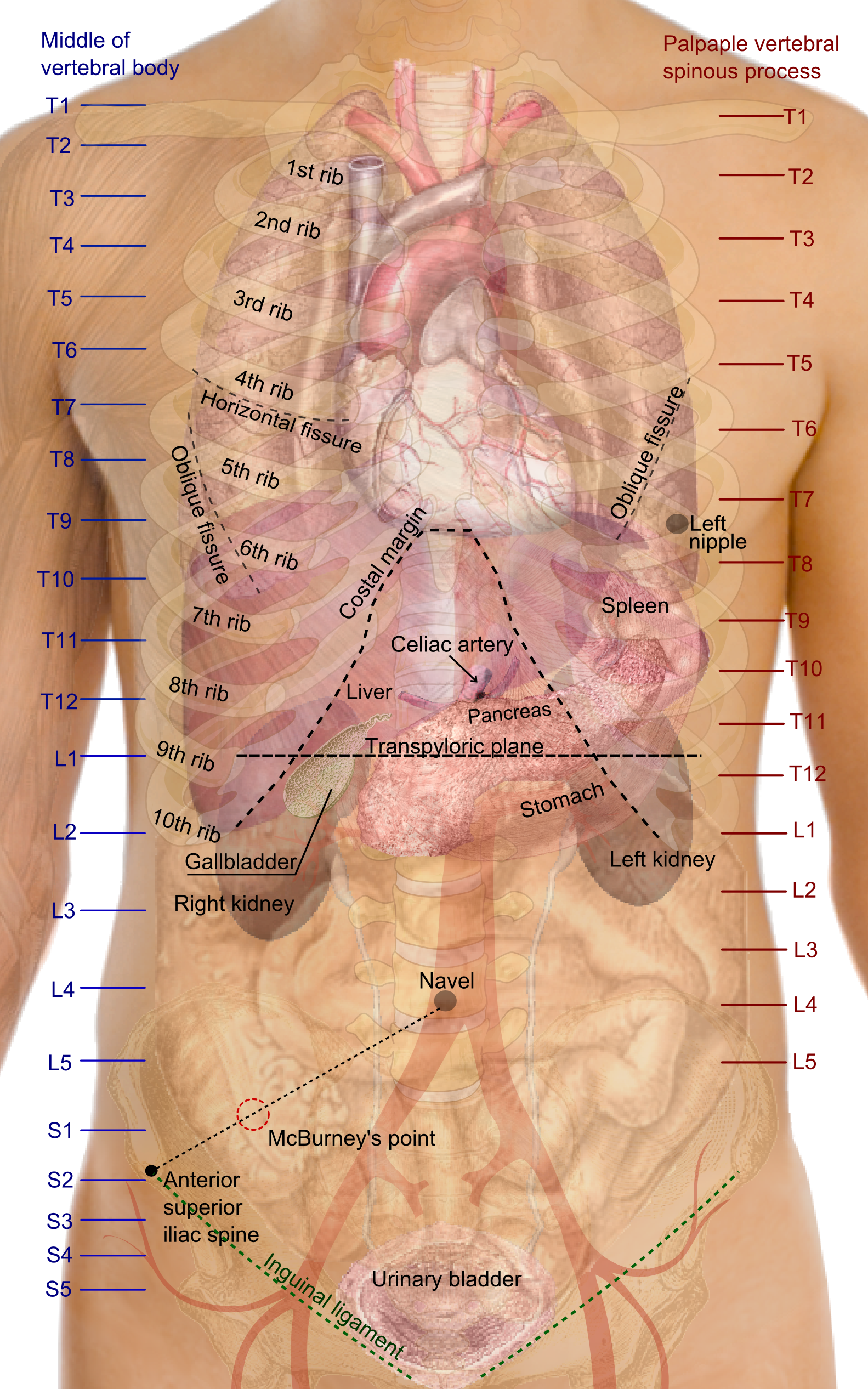
椎体、棘突起、肋骨は臓器の部位のおおよその目印として用いられる。   各椎体の中間  各棘突起の番号

## 関連文献
- Orientation of the intercostal muscle fibers in the human rib cage, Subit D., Glacet A., Hamzah M., Crandall J.,  Computer Methods in Biomechanics and Biomedical Engineering, 2015, 18, pp. 2064–2065
- Clinically Oriented Anatomy, 4th ed.  Keith L. Moore and Robert F. Dalley. pp. 62–64
- Principles of Anatomy Physiology, Tortora GJ and Derrickson B. 11th ED. John Wiley and Sons, 2006.  ISBN 0-471-68934-3
- De Humani Corporis Fabrica: online English translation of Vesalius' books on human anatomy.